# Santuario di Canneto
Il santuario di Canneto (nome ufficiale basilica pontificia minore di Maria Santissima di Canneto) sorge nel territorio di Settefrati a 1030 m s.l.m., all'interno del parco nazionale d'Abruzzo, Lazio e Molise, in provincia di Frosinone, a circa 10 chilometri di strada carrozzabile dal centro del paese.
A poche centinaia di metri si trova la sorgente del fiume Melfa, affluente del Liri.
È meta di un antichissimo pellegrinaggio  proveniente sia dai paesi esteri che da varie regioni italiane particolarmente intenso tra il 20 e il 22 agosto.
Appartiene alla diocesi di Sora-Cassino-Aquino-Pontecorvo.
Il 26 luglio 2015 il vescovo diocesano Gerardo Antonazzo ha annunciato ufficialmente che la Congregazione per il culto divino e la disciplina dei sacramenti ha concesso il titolo di basilica minore al santuario.
Il 22 agosto seguente l'elevazione a basilica minore è stata ufficializzata dal cardinale Giuseppe Bertello, presidente del Governatorato dello Stato della Città del Vaticano, durante il solenne pontificale di dedicazione e consacrazione della chiesa. Il 1º maggio 2024 Maria Santissima di Canneto è stata nominata patrona della diocesi di Sora-Cassino-Aquino-Pontecorvo dal vescovo Gerardo Antonazzo.

## L'ambiente naturale
La Valle di Canneto, fitta di boschi prevalentemente di faggio, nella sua parte più alta è zona di riserva integrale del parco nazionale d'Abruzzo, Lazio e Molise.  Rappresenta una propaggine della Valle di Comino incuneata tra i contrafforti del Massiccio del Meta, e costituisce un percorso naturale dall'area laziale del bacino del Liri verso il bacino del Sangro, in Abruzzo, e, attraverso l'altopiano del Meta, verso il bacino del Volturno in Molise. Questa posizione ottimale come via di transito ha fatto sì che la valle assumesse fin dall'epoca pre-romana un ruolo importante per la confluenza e gli scambi delle popolazioni di ambedue i versanti dell'Appennino: ruolo accentuato dalla presenza di miniere di ferro il cui sfruttamento, iniziato nell'antichità, è proseguito fino alla metà del XIX secolo.

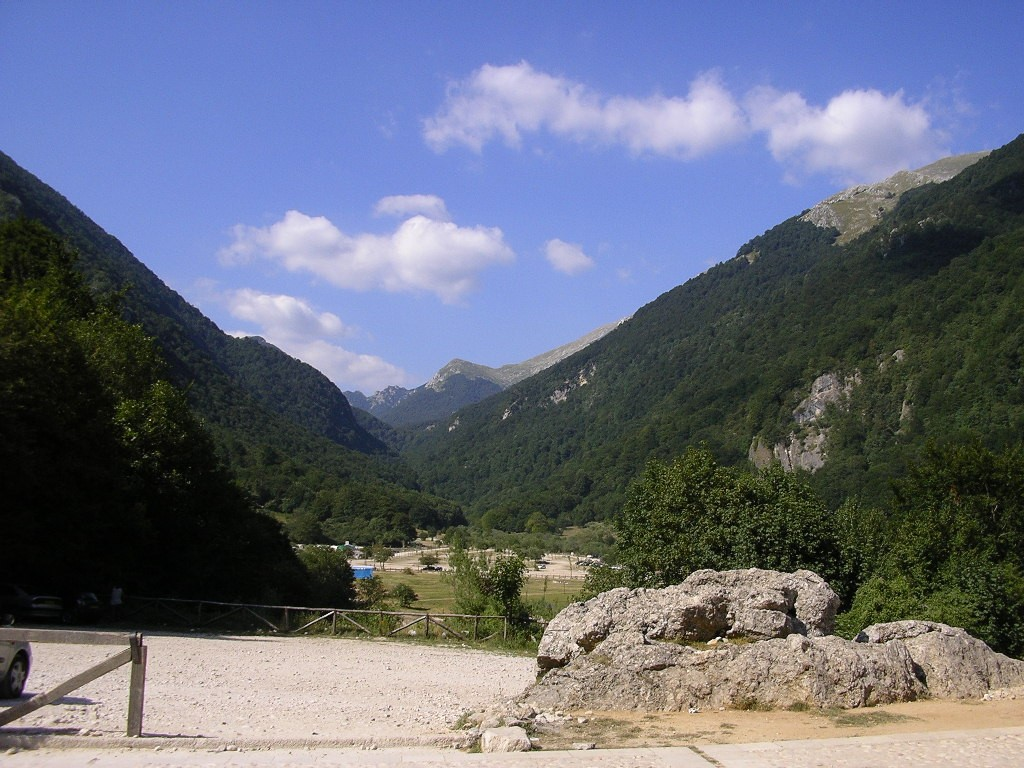
La Valle di Canneto vista dal piazzale del Santuario: sullo sfondo le cime della Camosciara

## Il santuario della dea Mefite
Nel 1958, durante i lavori dell'acquedotto degli Aurunci per la captazione delle acque della sorgente del Melfa (Capodacqua), furono rinvenuti i resti del tempio di una divinità femminile, con monete ed ex voto fittili risalenti al IV-III secolo a.C. Il ritrovamento confermò l'ipotesi degli studiosi locali, in particolare del Marsella, che nell'area occupata dal santuario cristiano in epoca pagana ci fosse un luogo di culto dedicato alla dea Mefite, frequentato dalle popolazioni della medesima area di provenienza del pellegrinaggio cristiano. Si tratta di una divinità legata alle acque, invocata per la fertilità dei campi e per la fecondità femminile, il cui culto è attestato in varie località d'Italia (Cremona, Lodi, Grumento Nova, Ariano Irpino, Rocca San Felice). 
Precedentemente ai ritrovamenti del 1958 nel santuario era visibile una colonnina votiva, ancora presente nella cripta, con un'iscrizione dedicata alla dea Mefite da due liberti della gens Pomponia e della gens Satria; la colonnina, che probabilmente costituiva la base per una statuetta, era stata rinvenuta a Canneto, ma fu a lungo custodita dalla famiglia Visocchi di Atina, dove fu recuperata nel 1786. In seguito fu esaminata e catalogata dal Mommsen.

## La leggenda di Silvana
Secondo una leggenda di cui è difficile stimare la reale antichità - che appare per la prima volta in una lirica del 1869 del poeta settefratese Aniceto Venturini ed è poi documentata dettagliatamente da uno scritto del 1894 del monaco benedettino inglese padre Beda, che da Montecassino si sarebbe messo al seguito di pellegrini di cui aveva udito il canto e giunto a Settefrati avrebbe appreso della leggenda la sera del 20 agosto, ospite dell'anziano parroco Loreto Terenzio - una pastorella di nome Silvana, mentre pascolava le sue pecore vide una Signora splendente che le ordinò di andare subito dall'arciprete di Settefrati per chiedergli di edificare una chiesa dedicata alla Madonna. La bambina si mostrò preoccupata per il gregge, soprattutto perché doveva essere portato a bere; la Signora la rassicurò: "All'acqua ci penserò io" e, infilando la mano alla base della roccia, ne fece sgorgare una sorgente freschissima. Silvana, stupita dal miracolo, si affrettò verso il paese per raccontare la storia e a chiedere ai compaesani di andare a vedere il prodigio. I pochi che la seguirono trovarono la sorgente e, invece della Signora, una statua, davanti a cui si misero subito a pregare. Non vedendoli tornare, gli altri paesani,  preoccupati, andarono a cercarli, e li trovarono ancora in preghiera. Poiché la statua era molto bella, per non abbandonarla alle intemperie decisero di portarsela in paese, ma appena ebbero imboccato il sentiero si appesantì e man mano che proseguivano pesava sempre di più, finché i portatori, sfiniti dalla fatica, la appoggiarono a una roccia, dove lasciò impressa l'impronta del capo. 
La roccia con la sua concavità è ancora oggi visibile e il luogo è chiamato "Capo della Madonna", a poche centinaia di metri dal santuario.
La leggenda riportata dal padre Beda contiene molti elementi rintracciabili in numerose narrazioni folcloriche e forse anche tracce implicite del culto pagano. Un primo elemento significativo a questo proposito è che la Signora non appare nel luogo dove oggi sorge il santuario mariano, ma nel luogo dove sorgeva il tempio di Mefite, come hanno poi chiarito definitivamente i rinvenimenti archeologici del 1958. Un altro è che il nome stesso della pastorella, allora probabilmente non molto diffuso specie nei ceti popolari, suggerisce un sintomatico significato di "abitatrice del bosco", forse di ascendenza letteraria arcadica. Non è neppure escluso, anche se allo stato degli atti non è provabile, che possa trattarsi di una tipica "tradizione inventata" di origine colta. Il più accurato studioso della storia del Santuario, Dionigi Antonelli, la riconduce senza esitazioni al clima creatosi dopo gli "eventi strepitosi di Lourdes", tanto è vero che prima del 1869 non se ne trova traccia in alcuna fonte.

## La storia di Canneto nei documenti

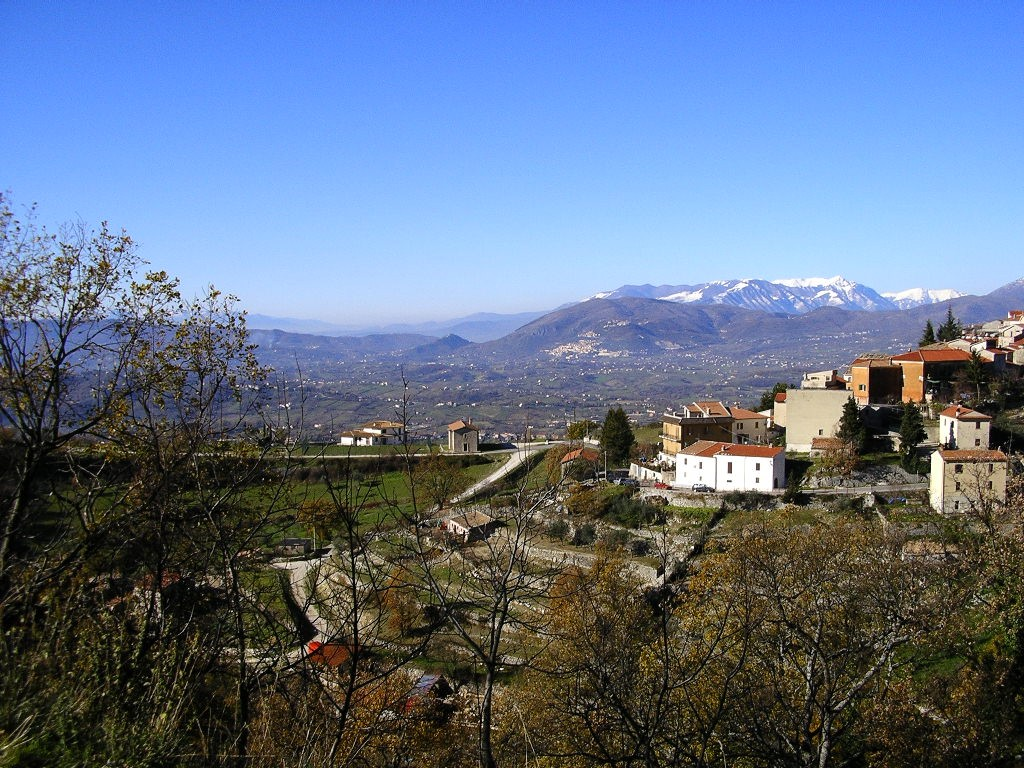
Il paese di Settefrati visto dalla strada per la Valle di Canneto

La più antica attestazione documentaria della chiesa di Canneto risale al 1288: si tratta di un rescritto di papa Niccolò IV con il quale è confermata per il monastero di Santa Maria di Canneto la regola benedettina. È accertato che nella stagione invernale i monaci risiedevano a Settefrati, finché poi il monastero non fu abbandonato del tutto nel 1392. In tempi successivi alla chiesa era legata un'eremita, e questa usanza, attestata a partire dal XVII secolo, è sopravvissuta fino ai primi decenni del secolo scorso. 
I documenti precedenti il rescritto di Niccolò IV, tutti relativi al periodo tra il Settecento e l'Ottocento, contenuti nel Chronicon Volturnense, tra cui una concessione della chiesa ai monaci di San Vincenzo al Volturno attribuita a Carlo Magno,  non sono considerati autentici;  ma in ogni caso testimoniano un legame tra il monastero di Canneto e il grande cenobio benedettino posto in prossimità delle sorgenti del Volturno; anche la toponomastica conferma questo legame, dal momento che il sentiero che dalla Valle di Canneto conduce alla valle del Volturno attraversa l'altopiano del Meta in una località denominata "Pian dei Monaci".
Nel 1475 i cardinali Bartolomeo Roverella e Giuliano Della Rovere, con una bolla denominata Deum placare, conservata nell'archivio di Montecassino, concessero un'indulgenza di cento giorni ai pellegrini che si recavano a Canneto in determinati giorni festivi, tra cui l'ottava dell'Assunta, cioè il 21-22 agosto, e facevano un'offerta per il mantenimento dell'edificio.
Già nel 1574 lo storico Prudentio di Alvito testimonia che la festa durava cinque giorni e in un documento del 1639 si legge la conferma che il 22 agosto ne rappresentava il culmine.

## La chiesa
L'attuale edificio di culto conserva scarsissime testimonianze delle epoche precedenti. La facciata risale agli anni venti del secolo scorso, tipologicamente simile a quella della chiesa di Santa Maria degli Angeli a Sora, entrambi appartenenti alla stessa diocesi sorana. Tutto il resto del santuario è stato completamente rifatto negli anni settanta, con una linea architettonica che ha dato luogo a molte polemiche circa l'effetto devastante che l'insieme rappresenta per il paesaggio. Altri interventi (abside e trono marmoreo della Madonna) erano stati effettuati nel secondo dopoguerra. Nel piano sotterraneo del santuario sono conservati pochi elementi architettonici del secolo scorso, tra cui il vecchio portale di ingresso su cui un'iscrizione tramanda la memoria del rifacimento compiuto nel 1857 per la munificenza del re Ferdinando II di Borbone, e una discreta collezione di ex voto.

## La statua
Molto più antica è la statua di legno di tiglio, rivestita più recentemente da un manto di seta ricamato in oro e incoronata con una corona d'oro, anch'essa recente. Il Bambino è tenuto a sinistra. Secondo gli studiosi la statua, che in origine aveva una postura seduta in trono e teneva il Bambino al centro, potrebbe risalire al XII o XIII secolo ed essere inquadrata nell'arte medievale abruzzese.
La proibizione di spostare la statua, sancita dalla leggenda del Capo della Madonna e dell'appesantimento, e quindi dell'espressa volontà della Vergine di non essere allontanata da Canneto,  fu interrotta nel 1948, quando fu portata in pellegrinaggio nei paesi disastrati dagli eventi della guerra, quasi a confortare le popolazioni. Una seconda peregrinatio si è avuta nel 2000 in occasione del Giubileo del 2000 e la terza importante dal 27 settembre 2014 al 26 luglio 2015 quando la Vergine Bruna ha attraversato tutte le parrocchie della diocesi di Sora-Cassino-Aquino-Pontecorvo e alcune parrocchie che partecipano al pellegrinaggio del 22 agosto della diocesi di Isernia-Venafro.

## Il pellegrinaggio

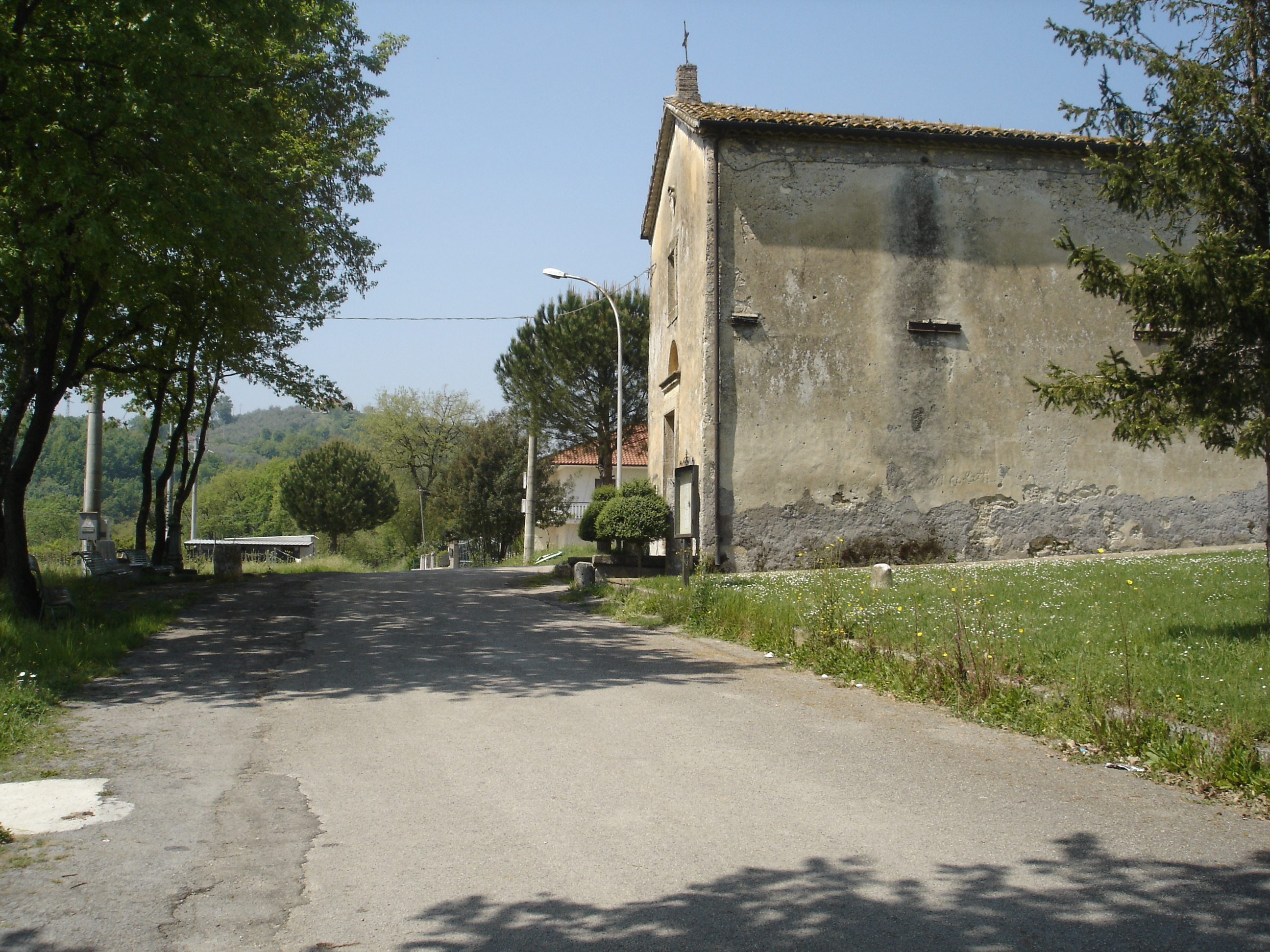
Chiesa di Maria Santissima di San Pietro a Canneto, anticamente San Pietro di Canneto, presso Monte San Giovanni Campano, e resti affioranti del tempio pagano.

Il pellegrinaggio al santuario di Canneto si svolge durante tutta la buona stagione, e tocca il suo culmine ad agosto. Il 18 agosto una riproduzione della statua viene portata in processione da Settefrati al santuario, per tornarvi il 22, sempre processionalmente.
A parte le visite individuali, i fedeli, per antica tradizione, giungono a Canneto organizzati in "compagnie", precedute dai loro stendardi,  più o meno numerose (da poche decine fino a 400 o 500 membri). Provengono sia da città lontane sia da paesi vicini del Cassinate, del Sorano, della province di Roma, Latina, Caserta, Isernia, L'Aquila. Alcune arrivano a piedi, lungo i sentieri dei monti; di recente il pellegrinaggio a piedi ha conosciuto un certo revival, anche ad opera delle nuove generazioni.
Il pomeriggio del 21 agosto tutte le compagnie presenti sfilano in una grandiosa processione eucaristica che si reca verso le sorgenti del Melfa. Dal 21 pomeriggio comincia il ritorno verso casa: quelle che passano da Settefrati la mattina del 22 sono solite sfilare anche in paese recandosi nella chiesa parrocchiale.
In passato i pellegrini compivano nel santuario o nei dintorni diversi rituali,  oggi presenti in forma residuale, ma non scomparsi del tutto. All'arrivo molti usavano fare gli ultimi metri in ginocchio, e quando lasciavano la chiesa camminavano a ritroso per non voltare le spalle alla Vergine. Altre consuetudini erano da una parte la ricerca delle "stellucce" della Madonna alla sorgente di Capodacqua, dove si diceva ci fossero le schegge che l'anello della Signora aveva lasciato a contatto con la roccia, quando aveva fatto sgorgare l'acqua, e dall'altra la "comparanza"  che si acquistava immergendosi con i piedi nell'acqua e compiendo alcuni gesti e formule predefiniti e recitando il Pater, Ave, Gloria tenendosi per mano. A questa pratica, a testimonianza di quanto fosse radicata nelle popolazioni, allude in una sua poesia Libero de Libero. Queste usanze sono in genere documentate dal racconto degli osservatori o dalle disposizioni delle autorità ecclesiastiche che manifestano una certa preoccupazione per gli aspetti superstiziosi e paganeggianti di alcune di esse.
I pellegrini provenienti dall'area Sorana associavano la venerazione della Madonna di Canneto con quella di San Domenico di Sora, popolarmente definiti fratello e sorella. Le spoglie di San Domenico, custodite sulla sponda del Fibreno, venivano visitate sulla via del ritorno: questo itinerario è testimoniato anche da una pagina di Cesare Pascarella che sottolinea gli aspetti pittoreschi dell'abbigliamento.
Chiese dedicate a Santa Maria di Canneto o del Canneto sono presenti in altre parti d'Italia (Taggia, Roccavivara, Gallipoli), ma si tratta di una denominazione che trae origine da un particolare ambiente naturale, senza che vi sia tra di loro alcun legame di culto. Anche nel non lontano Monte San Giovanni Campano c'è una chiesa di Canneto, molto antica e edificata sui resti di un luogo di culto pagano; dal 2002 un pellegrinaggio annuale da lì si reca a Canneto di Settefrati, in una sorta di gemellaggio spirituale. Diverso è il caso della Madonna di Canneto venerata a Windsor, in Canada, dove la chiesa è stata costruita su iniziativa degli emigranti di Settefrati e dei paesi viciniori, col chiaro intento di replicare il luogo della devozione dei padri.